# Koen Daerden
Koen Daerden (* 8. März 1982 in Tongern) ist ein ehemaliger belgischer Fußballspieler, der, nachdem er einige Monate vereinslos war, von Ende Januar bis Ende Dezember 2014 bei MVV Maastricht in der niederländischen Eerste Divisie spielte. Er ist der Sohn des ehemaligen Fußballspielers und aktuellen Fußballtrainers Jos Daerden.

## Spielerkarriere
Koen Daerden stammt aus der Jugend des größten Teams seiner Heimatstadt, dem SC Tongeren. Im Jahr 1999 wurde der talentierte Mittelfeldspieler vom belgischen Topteam KRC Genk verpflichtet. Zwar kam er in seiner ersten Profisaison nur auf zwei torlose Einsätze, jedoch gewann er bereits seinen ersten Titel – den belgischen Pokal. In den folgenden Jahren wurde er Stammspieler und war eine der Stützen im Team des KRC, das die Meisterschaft 2002 holte.
Im Sommer 2006 gab er seinen Wechsel zum Champions-League-Teilnehmer FC Brügge bekannt. Mit Brügge konnte er 2007 zum zweiten Mal in seiner Karriere den belgischen Pokal gewinnen. Am 15. Januar 2010 wurde sein Wechsel zu Standard Lüttich bekannt gegeben. Dort konnte er sich jedoch nicht durchsetzen und war zumeist nur Ersatzspieler. Für die Saison 2011/12 wurde er an den Ligakonkurrenten VV St. Truiden verliehen, wurde mit dem Verein am Saisonende jedoch Tabellenletzter. Nach einem halben Jahr Vereinslosigkeit wurde Daerden am 28. Januar 2013 vom niederländischen Zweitligist MVV Maastricht unter Vertrag genommen. Dort hielt es ihn allerdings auch nur bis Ende des Jahres, ehe er beschloss seine Karriere als Aktiver 32-jährig zu beenden.
Zwischen 2002 und 2007 absolvierte er neun Länderspiele für die belgische Nationalmannschaft und erzielte dabei drei Treffer. Ebenso viele Tore erzielte er zwischen 2000 und 2001 in neun Spielen für Belgien U-18-Auswahl und zwischen 2001 und 2003 in acht Partien für Belgiens U-21-Nationalteam.

## Erfolge
- Belgischer Pokalsieger: 2000, 2007 und 2011
- Belgischer Meister: 2002
- Belgiens Nachwuchsfußballer des Jahres: 2002